# Хромове
Хромове (до 2016 року — Арте́мівське) — селище Бахмутської міської громади Бахмутського району Донецької області, Україна.

## Населення
За даними перепису 2001 року населення селища становило 1054 особи, з них 59,68 % зазначили рідною українську мову, 38,52 % — російську, а іншу — 1,8 %.

## Персоналії
- Шерман Ісай (1911–1989) — історик, історіограф, доктор історичних наук;
- Чернявський Дмитро (1992–2014) — український громадський діяч. Герой України.